# Donje Čelo
Donje Čelo je naselje na otoku Koločepu u Dubrovačko-neretvanskoj županiji.

## Zemljopisni položaj
Donje čelo se nalazi na zapadnoj strani otoka Koločepa u zaštićenoj uvali.

## Naziv
Mjesto je dobilo naziv zbog daljeg položaja od grada Dubrovnika.

## Znamenitosti
U Donjem Čelu je župna crkva Velike Gospe koja se počela graditi u 13. stoljeću.

## Gospodarstvo
Gospodarstvo je u Donjem čelu nerazvijeno, a stanovništvo se bavi turizmom i ribarstvom. U Donjem Čelu, u uvali koja je okrenuta u smjeru Z-SZ, nalazi se pješčana plaža Ingalo duljine oko 200 m, najveća i najljepša plaža na otoku Koločepu.

## Stanovništvo
U Donjem čelu, prema popisu stanovnika iz 2001. godine, živi 114 stanovnika uglavnom Hrvata katoličke vjeroispovjesti.

## Vanjske poveznice
|  | Zajednički poslužitelj ima još gradiva o temi Donje Čelo |